# 桑岛 (中国)
桑岛，位于中华人民共和国华东地区山东半岛以北的渤海东南部海域，隶属于山东省龙口市徐福街道桑口村管辖，南距大陆最近点港栾村约2.8千米。

## 地理
桑岛南北长1.5千米，东西宽2.1千米。面积1.9293平方千米，海岸线长约7.72千米。岛上地势平坦，最高点高程为9.2米。
桑岛西北侧有依岛。